# Plateliai
Plateliai (ryska: Плателяй) är en ort i Litauen. Den ligger i den nordvästra delen av landet, 260 km nordväst om huvudstaden Vilnius. Plateliai ligger 157 meter över havet och antalet invånare är 1 100.
Terrängen runt Plateliai är platt. Runt Plateliai är det ganska glesbefolkat, med 34 invånare per kvadratkilometer. Närmaste större samhälle är Plungė, 15,5 km söder om Plateliai. Omgivningarna runt Plateliai är en mosaik av jordbruksmark och naturlig växtlighet.